# USS Stark (FFG-31)
L’USS Stark (FFG-31) était une frégate lance-missiles de l’US Navy de la classe Oliver Hazard Perry. En 1987, elle a été touchée par deux missiles Exocet irakiens le 17 mai 1987 pendant la guerre Iran-Irak, tuant 37 marins. Cette frégate fut le seul navire américain nommé en l'honneur de l'amiral Harold Rainsford Stark (1880–1972).

## Histoire

### Construction
Commandé aux chantiers Todd à San Pedro en Californie le 23 janvier 1978 comme élément du programme de l'année fiscale 78, le Stark fut lancé le 30 mai 1980 et mis en service le 23 octobre 1982. 

### Guerre Iran-Irak

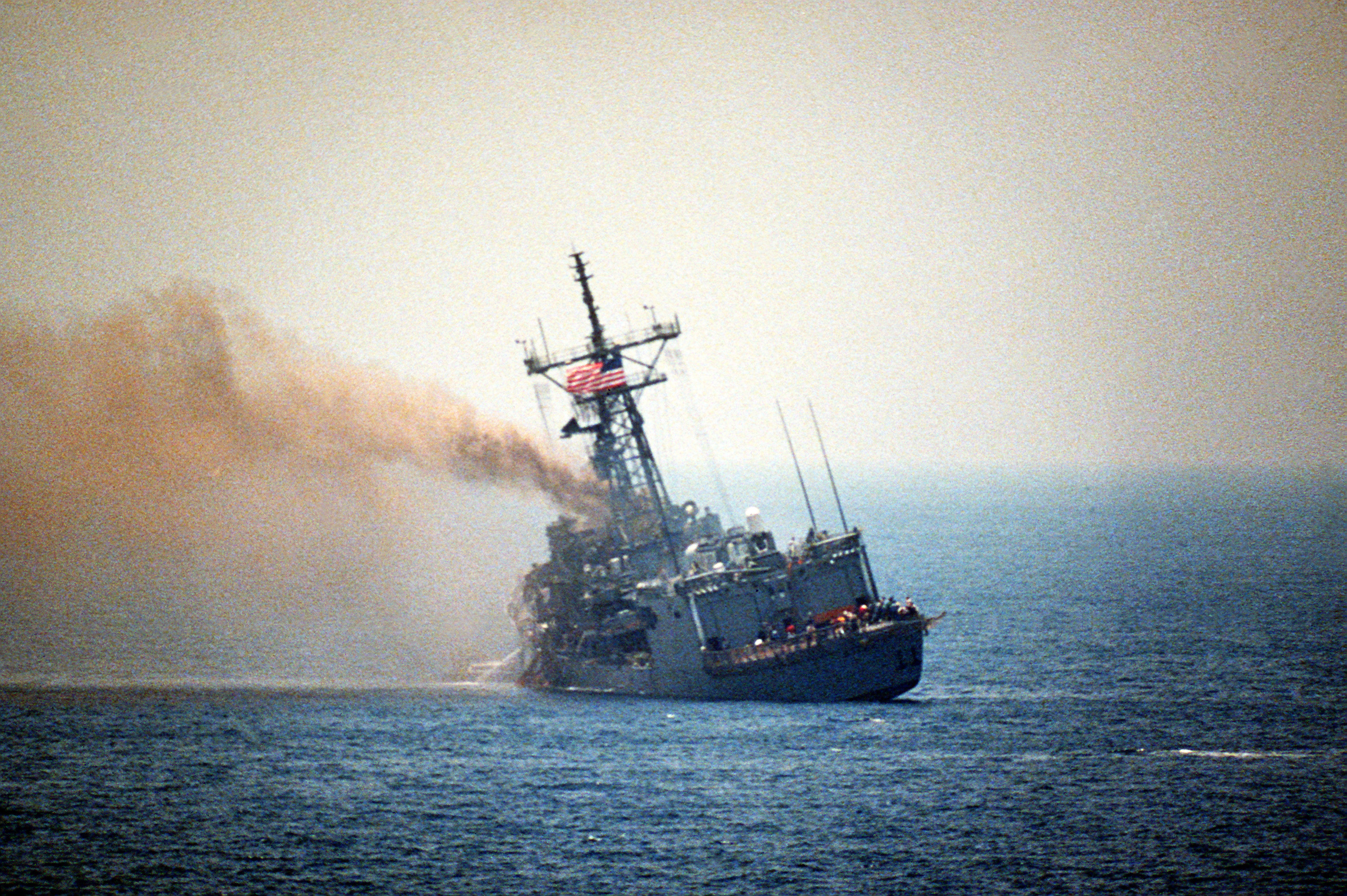
L'USS Stark après l’impact de deux missiles Exocet.

Le Stark fut déployé au sein de la force américaine du Moyen-Orient en 1984 et en 1987. Le navire fut touché le 17 mai 1987, par deux missiles antinavires Exocet très probablement tirés par un Falcon 50 modifié (surnommé Suzanne) irakien durant la guerre Iran-Irak. L'avion avait décollé de la base de Shaibah à 20 h et avait volé vers le sud dans le golfe Persique. Peu de temps après avoir été, de manière routinière, détecté par la frégate aux alentours de 22 h 10, l'avion tira deux missiles Exocet. La frégate ne détecta pas les missiles et fut donc frappée par surprise. Le premier missile pénétra la coque par bâbord. Sa charge n'explosa pas mais le missile répandit du carburant enflammé sur son passage. Le second missile pénétra à peu près au même endroit, laissa une entaille de 4 mètres sur 3 dans la coque puis explosa dans les quartiers d'équipage. Trente sept marins furent tués et 21 blessés. 
Malgré le feu, l'équipage reprit la situation sous contrôle durant la nuit. Paradoxalement, un hélicoptère Iranien participa aux opérations de sauvetage. Le navire retourna à Bahreïn puis à son port d'attache à Mayport en Floride, par ses propres moyens. Le navire fut réparé aux chantiers de construction navale Ingalls dans le Mississippi pour 142 millions de dollars.
Ce fut l’événement le plus meurtrier de l’US Navy en temps de paix avant l'explosion d'une tourelle de tir sur l'USS Iowa.
Comme les États-Unis et l'Irak n'étaient pas en guerre, cette attaque n'était pas autorisée. Selon des autorités irakiennes, le pilote qui a attaqué le Stark ne fut pas puni. Certains officiels américains croient qu'il a été exécuté mais le journaliste Robert Fisk a interrogé un ancien commandant adjoint de l'armée de l'Air irakienne qui lui a indiqué que le pilote était toujours en vie. Son attaque contre le Stark aurait cependant marqué la fin de sa carrière, et craignant pour sa vie, il fuit son pays en 1989. Néanmoins, selon Jean-Louis Bernard, auteur des Héros de Bagdad T1 (Editions JPO 2017), le pilote, Abdul Rhaman, non seulement n'a pas été puni, mais aurait reçu la médaille de la bravoure à l'issue d'une commission d'enquête conjointe irako-américaine. Sa défection ultérieure n'est pas évoquée dans ce livre. Jean-Louis Bernard y confirme en outre l'utilisation d'un Falcon 50 lors de cette action.

### Fin de carrière
Le Stark fut ensuite intégré à la flotte de l'Atlantique en 1990 avant de retourner au Moyen-Orient en 1991. Il fut attaché à l'UNITAS en 1993 et prit part à l’opération Support Democracy et à l’opération Able Vigil en 1994. En 1995, il retourna encore au sein de la Force navale du Moyen-Orient avant de resservir en Atlantique en 1997 et en 1998.
Désarmé le 7 mai 1999, le Stark fut stocké en attente de service au Naval Inactive Ship Maintenance Facility à Philadelphie avant d'être démoli par la Metro Machine Corp. de Philadelphie le 7 octobre 2005.